# Heartland 66 Office Tower
La Heartland 66 Office Tower est un gratte-ciel situé à Wuhan en Chine. Il s'élève à 339 mètres. Son achèvement a eu lieu en 2020. 